# Herb powiatu żywieckiego
Herb powiatu żywieckiego – symbol powiatu żywieckiego, autorstwa Marka Ciślaka, ustanowiony 1 stycznia 2002.

## Wygląd i symbolika
Herb przedstawia na tarczy dwudzielnej w słup w polu prawym błękitnym złotego orła śląskiego nad czarną głową żubra (herb Żywca), natomiast w polu lewym trzy skośne pasy – czerwony, żółty i błękitny. Zdaniem autora projektu symbolizują one czystość gór, kolory szlaków turystycznych w Beskidach, otwarcie na nowe wezwania współczesności oraz ukierunkowanie na wszechstronny rozwój, uwzględniający regionalną tradycję, naturalne walory przyrodnicze oraz turystyczny charakter powiatu.